# Purina nucleoside fosforilasi
La Purina Nucleoside Fosforilasi (detta anche PNPasi) è un enzima, appartenente alla classe delle transferasi, che è coinvolto nel metabolismo delle purine. La reazione catalizzata è la seguente:
purina nucleoside + fosfato = purina + α-D-ribosio 1-fosfato
I nucleosidi che possono essere substrati della PNPasi sono: l'inosina in ipoxantina, la guanosina in guanina, e la xantosina in xantina; non invece l'adenosina.